# Bernd Meints
Bernd Meints (25 maart 1989), is een Nederlands  boccia-speler die heeft deelgenomen aan de Paralympische spelen 2016. Meints komt uit in de BC-2 klasse.

## Levensloop
Bernd Meints weet zich als eerste Nederlander ooit te plaatsen voor de Paralympische spelen 2016. De BC1-2 ploeg voldeed niet aan de eisen van NOC*NSF waardoor er in principe geen ploeg uitgezonden mocht worden. De internationale bocciabond was het hier niet mee eens omdat zijn ploeggenoot Daniël Perez niet als enkel individu gestuurd was, waardoor de ploeg alsnog deel mag nemen. Eerst werden de landenwedstrijden gespeeld. Hierdoor kwalificeerd Meints zich samen met Daniël Perez en Judith Bulthuis als eerste Nederlanders ooit in de sport boccia. Meints heeft hierdoor ook een individuele startplaats gekregen bij het BC-2 onderdeel.
De eerste wedstrijd tegen Japan werd met 3-1 verloren. De volgende tegenstander in de groepsfase was Groot-Britanië. Met 2-11 is deze wedstrijd ook verloren. Dit betekent dat de ploeg is uitgeschakeld en een elfde eindklassering noteert van de twaalf deelnemers. Vier dagen later start het individuele toernooi voor Meints. In de groepsfase worden er twee wedstrijden gespeeld. De eerste wedstrijd is tegen de Japanner: Hidetaka Sugimura. Deze werd met 1-7 verloren. De andere wedstrijd moet Meints winnen om nog uitzicht te hebben in de kwartfinale. Damian Oseguera uit Mexico is de volgende tegenstander. Deze wedstrijd werd nipt met 3-2 gewonnen. Meints eindigde als tweede, en alleen de groepswinnaar kwalificeert zich voor de kwartfinale. Dit betekent de Meints is uitgeschakeld in het individuele toernooi en met een 16e plaats terugkeert naar huis.
Hierna weet de ploeg zich te plaatsen voor het wereldkampioenschap 2018 in Liverpool. Tijdens het individuele toernooi werden er twee wedstrijden gewonnen en één verloren. Hierdoor weet Meints zich te plaatsen voor de achtste finale. Daarin wint de Thai Worawut Saengampa met 9-0 en is het individuele toernooi voor Meints afgelopen. Op basis van de afvallers in de achtste finale heeft Meints de minste punten (0) gemaakt en eindigt daardoor op de 16e plaats. Met de gemengde BC1-2 landenwedstrijd werd er een 8e plaats behaald.
Hierna is het Meints niet meer gelukt om zich te plaatsen voor de Paralympische Spelen. Wel is Meints nog actief in de bocciasport.

## Resultaten

### Paralympische Spelen
| Jaar | Plaats         | BC-2 | Gemengd BC1-2 |
| ---- | -------------- | ---- | ------------- |
| 2016 | Rio de Janeiro | 16   | 11            |